# 沈龙元
沈龙元（1985年3月2日—），是中国职业足球运动员，曾入选中国国家队，沈龙元最擅长的位置是右前卫。

## 职业生涯
从2004年在中国足协杯比赛上代表上海申花替补出场后的一鸣惊人。
2008年联赛中期，由于球队原主力左后卫孙祥租借到奥地利联赛，而成亮年岁偏大转身速度等经常出现问题，沈龙元连续在联赛中出任左边后卫。
2008年8月的奥运会，沈龙元的参赛身份变化可谓一波三折。最初他是主帅杜伊科维奇非常欣赏的球员，几乎确定成为先发右前卫，但是7月底杜伊却被停止指挥权成了挂名主帅，而沈龙元则被放入了18人以外的4人候补名单。8月3日，各大媒体还做出了沈龙元肌肉拉伤几乎肯定不会被替换入18人名单的报道。孰料三天后，沈龙元却又被正式换入了18人名单，替换据报受伤的吕建军，接过了后者的13号球衣。
2010年在中超联赛中没有一次首发，只获得了7次替补出场的零星机会，而且这7场比赛出场时间的总和还不满一场正式比赛的时间，只有70分钟。同年12月初上海申花集合，开始备战2011年赛季，但沈龙元没有接到归队通知。
2011年1月，沈龙元以自由转会形式加盟杭州绿城。
2012年，沈龙元加盟中甲联赛升班马重庆队，翌年球队降级解散。
2014年二次球员转会期间，沈龙元加盟乙级球队福建超越。

## 个人生活
沈龙元的妻子叫邵青，他们有一个儿子。